# 김민이
김민이(1985년 ~ )는 대한민국의 아마추어 바둑 기사이다.

## 약력
인천광역시 출신으로 이후 충청북도 충주시로 이주했다. 2008년 바둑TV 제13회 삼성화재배 예선결승전 계시자, 바둑TV 계시자, KBS 바둑왕전 계시자 활동한 후 여류바둑계로 활동했다.